# Lorenzo Priuli (patriarca)
Lorenzo Priuli (Venezia, 9 agosto 1538 – Venezia, 26 gennaio 1600) è stato un politico, cardinale e patriarca cattolico italiano.

## Biografia
Lorenzo Priuli nacque nel 1538 a Venezia, primogenito di Giovanni di Zaccaria Priuli (del ramo "di San Polo al magazen") e di Laura di Alvise Donà. Suoi fratelli furono Alvise (1539-1609, procuratore di San Marco), Zaccaria (1543-1607) e Chiara (moglie di Alberto Badoer).
Ebbe un'educazione classica e nel contempo orientata alla carriera politica, così che già dal 1562 venne eletto tra i Savi degli Ordini della Repubblica di Venezia (un corpo deliberativo ma senza potere, incaricato di istruire la giovane nobiltà al governo), entrando successivamente nel Collegio dei Savi. Fu ambasciatore speciale a Venezia per il matrimonio di Francesco, figlio del granduca Cosimo I de' Medici, con Giovanna, figlia dell'imperatore Ferdinando I nel 1566. Ambasciatore in Spagna dal 27 novembre 1572, fu ambasciatore in Francia dal 1579 al 1582 per poi passare all'ambasceria presso la Santa Sede dall'11 giugno 1583 al 1586. Consigliere per il sestiere di Santa Croce nel 1586, divenne Provveditore della Zecca nel 1587. Nel 1588 risolse la disputa per la costruzione del Ponte di Rialto e nel 1590 venne eletto podestà di Brescia. Il 4 agosto 1590 venne eletto dal senato di Venezia al ruolo di Patriarca con 122 favorevoli e 79 contrari.
Accettata la nomina, ottenne l'ordinazione sacerdotale nel settembre del 1590.
Eletto patriarca di Venezia, dovette dapprima ottenere un permesso per non aver ancora ricevuto gli ordini sacri e poi un secondo permesso per non aver ancora ottenuto alcun dottorato. Consacrato vescovo, nel 1591 mise la prima pietra per la fondazione della chiesa di San Nicola da Tolentino con una cerimonia solenne. Durante gli anni della sua reggenza del patriarcato, riformò il clero e predispose la preparazione del clero stesso. Con breve datato al 25 aprile 1592, papa Clemente VIII esortò il patriarca Priuli a visitare tutte le chiese dei regolari presenti nella sua diocesi. Dal 9 all'11 settembre 1592 celebrò un sinodo metropolitano per la riforma del clero, emettendo dei decreti riguardanti l'uso delle immagini nelle chiese, secondo le direttive del Concilio di Trento. Celebrò un altro sinodo dal 15 al 17 novembre 1594 per l'istituzione di nuovi seminari, facendo restaurare la cattedrale di San Marco in quello stesso anno. Assegnò nel contempo all'architetto Francesco Smeraldi la costruzione della facciata della basilica di San Pietro in Castello, concattedrale insieme alla basilica di San Marco.
Creato cardinale presbitero nel concistoro del 5 giugno 1596, il 30 giugno di quello stesso anno ottenne la berretta cardinalizia per mano di Ascanio Colonna, all'epoca cappellano privato di Sua Santità. Pietro Colombo pronunciò un'orazione congratulatoria in quell'occasione ed Arcangelo Rizzi compose diversi poemi sul tema. Il 2 dicembre 1596 ottenne il titolo di Santa Maria in Traspontina.
Morì il 26 gennaio 1600 a Venezia. I suoi funerali vennero celebrati con grande pompa e la partecipazione di tutta la cittadinanza. Venne sepolto nella cattedrale di Venezia, a fianco dell'altare di San Giovanni Evangelista. Per sua disposizione testamentaria suo nipote, Marco Priuli, eresse un elogio funebre a lui dedicato di fianco all'altrare della cappella. Il suo corpo venne esumato nel 1624 e venne trovato incorrotto.

## Genealogia episcopale e successione apostolica
La genealogia episcopale è:
- Arcivescovo Marcello Acquaviva
- Cardinale Lorenzo Priuli

La successione apostolica è:
- Vescovo Johann Waltous (1592)

## Ascendenza
|                    |           |                                   | Genitori             |  |  | Nonni |  |  | Bisnonni       |  |  | Trisnonni |  |
|                    |           |                                   |                      |  |  |       |  |  | Lunardo Priuli |  |  | …         |  |
|                    |           |                                   |                      |  |  |       |  |  | Lunardo Priuli |  |  | …         |  |
|                    |           | …                                 |                      |  |  |       |  |  | Lunardo Priuli |  |  |           |  |
| Zaccaria Priuli    |           |                                   |                      |  |  |       |  |  | Lunardo Priuli |  |  |           |  |
|                    |           | …                                 | …                    |  |  |       |  |  |                |  |  |           |  |
|                    |           | …                                 | …                    |  |  |       |  |  |                |  |  |           |  |
|                    |           | …                                 | …                    |  |  |       |  |  |                |  |  |           |  |
| Giovanni Priuli    |           | …                                 |                      |  |  |       |  |  |                |  |  |           |  |
|                    |           | Leonardo Loredan, doge di Venezia | Gerolamo Loredan     |  |  |       |  |  |                |  |  |           |  |
|                    |           | Leonardo Loredan, doge di Venezia | Gerolamo Loredan     |  |  |       |  |  |                |  |  |           |  |
|                    |           | Leonardo Loredan, doge di Venezia | Donata Donà          |  |  |       |  |  |                |  |  |           |  |
| Elisabetta Loredan |           | Leonardo Loredan, doge di Venezia |                      |  |  |       |  |  |                |  |  |           |  |
|                    |           | Morosina Giustinian               | Francesco Giustinian |  |  |       |  |  |                |  |  |           |  |
|                    |           | Morosina Giustinian               | Francesco Giustinian |  |  |       |  |  |                |  |  |           |  |
|                    |           | Morosina Giustinian               | Isabella Corner      |  |  |       |  |  |                |  |  |           |  |
| Lorenzo Priuli     |           | Morosina Giustinian               |                      |  |  |       |  |  |                |  |  |           |  |
|                    | Polo Donà | …                                 |                      |  |  |       |  |  |                |  |  |           |  |
|                    | Polo Donà | …                                 |                      |  |  |       |  |  |                |  |  |           |  |
|                    | Polo Donà | …                                 |                      |  |  |       |  |  |                |  |  |           |  |
| Alvise Donà        | Polo Donà |                                   |                      |  |  |       |  |  |                |  |  |           |  |
|                    |           | …                                 | …                    |  |  |       |  |  |                |  |  |           |  |
|                    |           | …                                 | …                    |  |  |       |  |  |                |  |  |           |  |
|                    |           | …                                 | …                    |  |  |       |  |  |                |  |  |           |  |
| Laura Donà         |           | …                                 |                      |  |  |       |  |  |                |  |  |           |  |
|                    |           | …                                 | …                    |  |  |       |  |  |                |  |  |           |  |
|                    |           | …                                 | …                    |  |  |       |  |  |                |  |  |           |  |
|                    |           | …                                 | …                    |  |  |       |  |  |                |  |  |           |  |
| …                  |           | …                                 |                      |  |  |       |  |  |                |  |  |           |  |
|                    |           | …                                 | …                    |  |  |       |  |  |                |  |  |           |  |
|                    |           | …                                 | …                    |  |  |       |  |  |                |  |  |           |  |
|                    |           | …                                 | …                    |  |  |       |  |  |                |  |  |           |  |
|                    |           | …                                 |                      |  |  |       |  |  |                |  |  |           |  |